# Polypedilum majiis
Polypedilum majiis är en tvåvingeart som beskrevs av Lehmann 1979. Polypedilum majiis ingår i släktet Polypedilum och familjen fjädermyggor.
Artens utbredningsområde är Kongo. Inga underarter finns listade i Catalogue of Life.